# Udo Grellmann

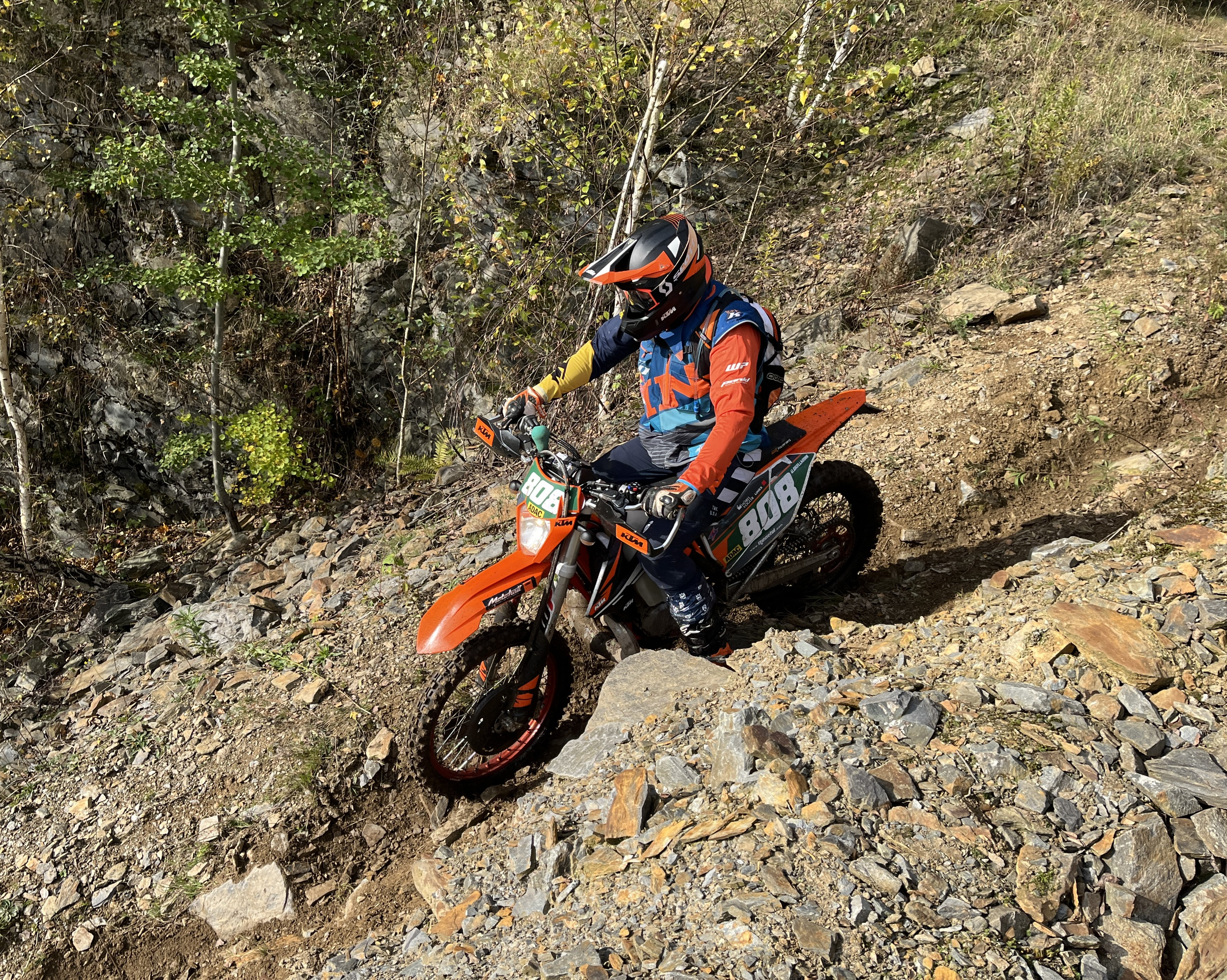
Udo Grellmann bei Rund um Zschopau (2024)

Udo Grellmann (* 10. Juli 1966 in Zschopau) ist ein deutscher Endurosportler. Seine größten Erfolge feierte er mit der DDR-Nationalmannschaft bei den Internationalen Sechstagefahrten, den offiziellen Mannschaftsweltmeisterschaften im Enduroport.

## Sportlicher Werdegang
Der gebürtige Zschopauer nahm ab Anfang der 1980er-Jahre als Mitglied des MC MZ Zschopau an Wettkämpfen teil, in der zweiten Hälfte des Jahrzehnts war er Werksfahrer des VEB Motorradwerk Zschopau (MZ). Als Mitglied der DDR-Nationalmannschaft nahm er 1985 das erste Mal an den prestigeträchtigen Six Days teil und gewann mit dieser den erstmalig ausgetragenen Wettbewerb um die Junior World Trophy (Mannschaftsweltmeistertitel der Junioren) bei der 60. Internationalen Sechstagefahrt im spanischen Alp. Bis einschließlich 1989 war er bei jeder der folgenden Austragungen im gleichen Wettbewerb und jeweils in der Klasse bis 500 cm³ Zweitakt am Start. Die Mannschaft erreichte 1986 den zweiten Platz sowie 1987 – bei der für die DDR-Sportler überaus erfolgreichen 62. Internationalen Sechstagefahrt 1987 im polnischen Jelenia Góra – den erneuten Sieg. Es folgten 1988 und 1989 jeweils der 4. Platz.
Nach der politischen Wende und Auflösung der MZ-Sportabteilung nahm er auf KTM weiter an Endurorennen teil. Seine beste Platzierung bei einem Einzelrennen erreichte er 1996 mit dem Gewinn der Klasse bis 400 cm³ Viertakt bei Rund um Zschopau. 2005 und 2006 erreichte er in der deutschen Enduro-Meisterschaft jeweils den 3. Platz in der Klasse E3 (über 250 cm³ Zweitakt/über 500 cm³ Viertakt).
Auch in internationalen Wettbewerben ging Grellmann an den Start. So startete er in der Enduro-Europameisterschaft und erreichte 2007 in der Gesamtwertung den 3. Platz in der Veteranen-Klasse.
Bei der 74. Internationalen Sechstagefahrt 1999 im portugiesischen Coimbra erfolgte mit 33 Jahren seine erstmalige Nominierung und Teilnahme am Wettbewerb um die World Trophy, die deutsche Mannschaft erreichte dabei den 8. Platz. Letztmals erfolgte 2006, nun mit 40 Jahren, seine letzte Teilnahme an diesem Wettbewerb. Das deutsche Team erreichte im neuseeländischen Taupō den 11. Platz in der Konkurrenz von 22 Mannschaften.
Abseits vom Enduro nahm er Anfang der 2000er-Jahre an Hillclimbing-Veranstaltungen teil, so unter anderem am Teufelsberg im österreichischen Rachau. Bei den Austragungen 2003 und 2004 wurde er jeweils 2. in der allgemeinen Klasse.
Grellmann nahm in der Saison 2023 mit 56 bzw. 57 Jahren noch aktiv an Endurowettbewerben teil. So z. B. bei seinem „Heimrennen“ Rund um Zschopau, bei dem er in der Klasse Super-Senioren (Mindestalter 50 Jahre) an den Start ging und den 2. Platz in der Konkurrenz von 36 Fahrern erreichte.